# Pere Joan i Tous
Pere Joan i Tous (* 1952) ist ein spanischer Romanist.

## Leben
Von 1956 bis 1970 besuchte er Schulen in Rosny-sous-Bois und Palma. Nach dem Studium (1971–1973) der Philosophie, Romanistik und Geschichte an der Universität Barcelona besuchte er 1973 das Studienkolleg der Universität München. Nach dem Studium (1974–1979) der Romanistik und Germanistik an der Universität Würzburg war er von 1979 bis 1984 wissenschaftlicher Mitarbeiter am Institut für Romanistik in Würzburg. Von 1984 bis 1990 war er Lehrbeauftragter (Hochschulassistent) am Institut für Romanistik der Ruhr-Universität Bochum. Von 1990 bis 1995 war er Akademischer Rat, Institut für Romanistik, Universität Paderborn. Von 1995 bis 1997 hatte er Gastprofessuren an den Universitäten Rostock, Duisburg und Tübingen. Von 1997 bis 2018 lehrte er als Professor für Romanistik an der Universität Konstanz. Seit 2003 hat er regelmäßige Gastdozenturen an der Universität Alexandru Ioan Cuza Iași inne.

## Schriften (Auswahl)
- Die gefesselte Hoffnung. „El árbol de la ciencia“ von Pío Baroja und der Geist der Jahrhundertwende. Frankfurt am Main 1989, ISBN 3-89354-825-4.
- als Herausgeber mit Pilar Arnau i Segarra und Manfred Tietz: Escribir entre dos lenguas. Escritores catalanes y la elección de la lengua literaria. Kassel 2002, ISBN 3-935004-33-8.
- als Herausgeber mit Heike Nottebaum: El olivo y la espada. Estudios sobre el antisemitismo en España (siglos XVI–XX). Tübingen 2003, ISBN 3-484-57006-7.
- als Herausgeber mit Cornelia Ruhe: La memoria cinematográfica de la guerrilla antifranquista. Leiden 2017, ISBN 978-90-04-33190-7.